# Mina per Wind 2º volume
Mina per Wind 2º volume, pubblicato nel 2002, è un ep promozionale della cantante italiana Mina. Segue Mina per Wind pubblicato nel 2000.
Questa raccolta non è inclusa nella discografia sul sito ufficiale minamazzini.com.

## Descrizione
Tutte le tracce sono cover, contengono nel titolo la parola "Wind" e verranno incluse nel 2009 nella raccolta ufficiale Riassunti d'amore - Mina Cover.
- Ill Wind è stata incisa fra gli altri, da Billie Holiday, Ella Fitzgerald e Horace Silver.
- Night Wind Sent è stata incisa dai Blondie.
- A Rose in the Wind è stata incisa da Anggun.
- Wind of Change è stata incisa dagli Scorpions.

## Tracce
1. Ill Wind – 4:40 (Harold Arlen-Ted Koehler)
2. Night Wind Sent – 4:19 (Deborah Harry-Christopher Stein-Romy Ashby-Leigh Foxx)
3. A Rose in the Wind – 4:18 (Anggun-Erick Benzi-Nikki Matheson)
4. Wind of Change – 4:17 (Klaus Meine)

## Formazione
- Mina – voce
- Alfredo Golino – batteria
- Danilo Rea – pianoforte
- Nicolò Fragile – tastiera, programmazione
- Luca Colombo – chitarra acustica, chitarra elettrica
- Andrea Braido – chitarra
- Stefano Pisetta – percussioni
- Massimo Moriconi – contrabbasso
- Gianluca Ambrosetti – sassofono soprano